# جبل ذرف
جبل ذَرَف هو جبل أسود عملاق معروف ضمن سلاسل جبال رمان الأسمر ، يقع في منطقة الثنية قرب قرية البلازية جنوب مدينة حائل بنحو 95 كم.